# Nina Bočarova
Nina Antonovna Bočarova (in russo Нина Антоновна Бочарова?, in ucraino Ніна Антонівна Бочарова?, Nina Antonivna Bočarova; Suprunivka, 24 settembre 1924 – Roma, 31 agosto 2020) è stata una ginnasta sovietica, dal 1991 ucraina.

## Palmarès

### Olimpiadi
- Oro a Helsinki 1952 nel concorso a squadre.
- Oro a Helsinki 1952 nella trave.
- Argento a Helsinki 1952 nel concorso individuale.
- Argento a Helsinki 1952 negli attrezzi a squadre.

### Mondiali
- Oro a Roma 1954 nel concorso a squadre.